# Добрынина, Зинаида Викторовна
Зинаи́да Ви́кторовна Добры́нина (21 августа 1990, Краснокаменск, СССР) — российская боксёрша, чемпионка мира и Европы. Мастер спорта международного класса.

## Биография
С 14-ти лет занималась боксом под руководством своего отца Виктора Машкова.
Трехкратная чемпионка России, серебряный призёр чемпионата Европы среди девушек.
В 2014 году выиграла золото чемпионата Европы и мира. В финале европейского первенства Зинаида Добрынина победила болгарку Светлану Станеву, а в финале чемпионата мира филиппинку Нести Петесио. На Европейских играх 2015 года Зинаида выступала в весовой категории до 60 кг.